# Harvie et le Musée magique
 (août 2022).
Pour plus de détails, voir Fiche technique et Distribution.
Harvie et le Musée magique (Hurvínek a kouzelné muzeum) est un film fantastique de comédie animée par ordinateur en 3D tchéco-russo-belge de 2017 basé sur le duo de marionnettes tchèque Spejbl et Hurvínek,.

## Synopsis
Harvie, un garçon troublé de dix ans, active accidentellement le légendaire disque magique qui donne vie aux marionnettes. Cependant, cela ramène également le marionnettiste fou qui veut transformer toute la ville et tous ses habitants en sa propre scène de marionnettes, et seul Harvie peut l'arrêter.

## Production
La production du film a duré sept ans. Avec un budget de 170 000 000 CZK (8 000 000 $), c'était le cinquième film tchèque le plus cher au moment de sa sortie et le film d'animation tchèque le plus cher.

## Diffusion et réception
Le film est sorti en République tchèque et en Slovaquie le 31 août 2017 et avait un montant brut mondial de 2 079 037 $. En République tchèque, il a ouvert avec 354 048 $ pour un total brut de 1 007 954 $ ; en Slovaquie, il a ouvert avec 2 265 $ pour un total de 61 859 $. Le film est sorti en Russie le 7 mars 2019. Il a été boycotté par l'Association des propriétaires de cinéma et trois autres réseaux en raison du lobbying du film par le ministère de la Culture de la fédération de Russie. Pour cette raison, le film était une bombe au box-office, rapportant 235 105 $ lors de son week-end d'ouverture pour un total brut de 468 680 $.
Le film a reçu des critiques généralement négatives de la part des critiques,.